# Eleccions municipals de 1995 a Alcover
Les eleccions municipals de 1995 a Alcover van ser unes eleccions locals que es van celebrar el diumenge 28 de maig de 1995 a Alcover, a l'Alt Camp, com a part de les eleccions municipals espanyoles. Es van triar els 11 regidors de l'Ajuntament d'Alcover.
Alcover es va consolidar com un feu convergent a la comarca, en revalidar la seva majoria absoluta.

## Context
Convergència i Unió porta dominant la política local des del 1979, les primeres eleccions democràtiques posteriors a la dictadura franquista.

## Sistema electoral
Les eleccions als ajuntaments de l'Estat espanyol estan fixades per celebrar-se el quart diumenge de maig cada quatre anys. El sistema electoral fa servir la regla D'Hondt amb representació proporcional, llistes tancades i una barrera electoral del 5% dels vots vàlids, que inclou els vots en blanc. La votació per a l'assemblea local es basa en el sufragi universal.
En les eleccions municipals, la circumscripció electoral és el municipi i el nombre d'escons (o sigui, regidors) a triar del municipi es determina en funció del nombre d'habitants censats en aquest. En el cas d'Alcover, que en aquell moment tenia 3.425 habitants, l'hi corresponia 11 regidors.

## Candidatures
Es presenta, per primera vegada, el Partit Popular (PP), originat com a hereu de la desapareguda Alianza Popular (AP), amb Caridad Alastruey Fuertes com a candidata a l'alcaldia.
El 2 de maig del mateix any, la Junta Electoral de Zona de Valls va proclamar tres candidatures del municipi d'Alcover en el Butlletí Oficial de la Província de Tarragona.
| Partit polític | Partit polític                                  | Cap de llista             | Resta de candidats |
| -------------- | ----------------------------------------------- | ------------------------- | --- |
|                | Convergència i Unió (CiU)                       | Carles Vidal Bové (CDC)   | Llista - Juan Cortés i Oriol (Ind.) - Joaquim Vila i Vidal (Ind.) - Pere Garcia i Vidal (UDC) - Eduard Tudores i Banús (Ind.) - M. Rosa Ollé i Llauradó (Ind.) - Raul Pérez i Ollé (Ind.) - Lluís Camps i Marcelino (CDC) - Maria Teresa Feliu i Garcia (UDC) - Enric Gilabert i Marqué (Ind.) - Maria Candela Guasch i Poblet (CDC) Suplents: Joan M. Garcia i Girona (Ind.), Antoni Magrané i Folch (Ind.), Josep Maria Feliu i Magrané (CDC) |
|                | Partit dels Socialistes de Catalunya (PSC-PSOE) | Josep Dolcet Girona       | Llista - José Daniel Girona Puig (Ind.) - Martín Ramos Eslava (Ind.) - Julian Sanchez Araque - Ramon Mestre Coll (Ind.) - Ana Alvarez Camara (Ind.) - Francisco Granja Roig (Ind.) - Francisco López Martínez (Ind.) - Antonia María Ruiz Martínez (Ind.) - Francisco Benítez Gonzalez (Ind.) - Antonio Molera Avila Suplents: Miguel Àngel García Carmona, Rosario Sanchez Cloclan, Antonio Gallego Cobo                                       |
|                | Partit Popular (PP)                             | Caridad Alastruey Fuertes | Llista - Roger Català Chinchilla - Salvador Roig Fuguet - Manuel García Martínez (Ind.) - Josep Ferré Argilaga (Ind.) - José Torres Hernandez (Ind.) - Joan Dolcet Cavallé (Ind.) - M. Teresa Solé Arevalo (Ind.) - Domingo Borrego Madruga (Ind.) - Antonio Magrané París (Ind.) - Pere de Miguel Trill (Ind.) Suplents: José M. Gordo Yañez, Concepción Milan Gutiérrez, Ana María Castresana Ayen                                            |

## Jornada electoral

### Constitució de les meses
En aquell moment, Alcover tenia una població de 3.425 habitants, dels quals 2.823 persones van ser cridades a votar en alguna de les 4 meses que es van constituir al municipi.

### Participació
La participació en aquestes eleccions va ser de 64,4%, el qual cosa implica que un total de 1.819 ciutadans del municipi van decidir exercir el seu dret a vot. Comparant aquesta participació amb la mitjana catalana, Alcover va registrar una xifra pràcticament idèntica, situant-se en 0,3 punts percentuals per sota.
A continuació, es presenta una taula amb els percentatges de participació registrats a diferents hores del dia de les eleccions:
| Hores              | Alcover        |
| ------------------ | -------------- |
| Participació (14h) | 31,5% ( -2,6%) |
| Participació (18h) | 47,0% ( -1,4%) |
| Participació (20h) | 64,4% ( -3,6%) |

## Resultats
L'alcalde sortint, el convergent Carles Vidal Bové, qui també era el president del Consell Comarcal de l'Alt Camp, va ampliar la majoria absoluta amb set regidors i 998 vots, la qual cosa va poder repetir en el càrrec per tercer cop. Aquesta victòria va ser aconseguida malgrat la presència de PP com a nova opció per als votants conservadors, que va aconseguir entrar amb una regidora a l'ajuntament de la vila.
Alcover es va consolidar com un bastió de Convergència i Unió (CiU) a la comarca de l'Alt Camp, sent la segona població més gran després de Valls.